# Шацька районна рада
Шацька районна рада — районна рада [Архівовано 27 червня 2018 у Wayback Machine.] Шацького району Волинської області, з адміністративним центром в смт Шацьк.
Відповідно  до Угоди про співпрацю між Шацькою районною радою Волинської області та селищною, сільськими радами, затвердженої рішенням районної ради від 23 грудня 2015 року №2/27, Шацька районна рада взаємодіє з Шацькою селищною, Грабівською, Піщанською, Пулемецькою, Пульмівською, Ростанською, Світязькою сільськими радами Шацького району Волинської області

## Шацький район
Налічує 6 сільських рад.
Також на території Шацького району в 2016 році утворено Шацьку ОТГ, на базі Шацької селищної ради, до складу якої увійшли Прип'ятська та Самійличівська сільські ради (тепер старостинські округи).
Чисельність наявного населення району, за оцінкою, на 1 грудня 2019р. становила 16,590 тис. осіб.

## Керівний склад ради
Загальний склад ради: 26 депутатів.
- Голова — Карпук Сергій Вікторович, (з грудня 2015).

В апараті районної ради працює 12 осіб.